# Pseudautomeris nigrosignata
Pseudautomeris nigrosignata är en fjärilsart som beskrevs av Köhler 1935. Pseudautomeris nigrosignata ingår i släktet Pseudautomeris och familjen påfågelsspinnare. Inga underarter finns listade i Catalogue of Life.